# Borislav Ivkov
Borislav Ivkov (Belgrado, 12 de noviembre de 1933-Ib., 14 de febrero de 2022) fue un ajedrecista serbio. Fue Gran Maestro de Ajedrez cuyo primer gran éxito fue el de convertirse en el primer Campeón del Mundo Juvenil de Ajedrez en el Torneo que se disputó en Birmingham en 1951.

## Biografía
Aprendió a jugar al ajedrez a los 9 años, observando las partidas que disputaban sus abuelos.
En 1965, en el Torneo Memorial Capablanca de La Habana, el más fuerte de aquella época, desperdició dos puntos de ventaja a falta de dos rondas, en el que hubiera sido el mayor éxito de su carrera. Terminó empatado en el segundo puesto con Yefim Géler y Bobby Fischer, y a medio punto de Vasili Smyslov que fue el vencedor final del Torneo.
Es autor del libro de Ajedrez “Alfil Malo” que trata sobre el tema estratégico de los alfiles ubicados en posiciones donde no son eficaces.